# Đội tuyển bóng chuyền nữ U-21 quốc gia Việt Nam
 Đội tuyển bóng chuyền U21 nữ quốc gia Việt Nam đại diện Việt Nam ở các giải đấu bóng chuyền nữ U21 và U20. Đội được điều hành và quản lý bởi Liên đoàn bóng chuyền của Việt Nam (VFF) và là thành viên của Liên đoàn bóng chuyền châu Á (AVC) và Liên đoàn bóng chuyền quốc tế (FIVB).
Đội sẽ có lần đầu tiên tham dự Giải bóng chuyền U21 Vô địch Thế giới vào năm 2025 diễn ra tại Indonesia. 

## Lịch sử thi đấu

### Giải vô địch thế giới
- 2025 — TBD

### Giải vô địch châu Á
- 1996 — Hạng 9
- 1998 — Hạng 7
- 2002 — Hạng 6
- 2006 — Hạng 6
- 2010 — Hạng 8
- 2012 — Hạng 10
- 2014 — Hạng 10
- 2016 — Hạng 4
- 2018 — Hạng 6
- 2024 — Hạng 5

### Giải vô địch ASEAN
- 2016 —  Huy chương Bạc

### VTV Cup
- 2018 — Hạng 7
- 2025 — Hạng 6

### Cúp VTV9 Bình Điền
- 2024 — Hạng 8

## Đội hình hiện tại
- Huân luyện viên trưởng: Nguyễn Trọng Linh
- Trợ lý huấn luyện viên: 
  -  Nguyễn Thị Ngọc Hoa
  -  Nguyễn Văn Vũ

 12 cầu thủ sau đây đã được gọi cho VTV Cup 2025 và U21 Thế giới 2025
| #  | Pos | Name                       | Date of Birth (age) | Height              | Weight         | Spike           | Block           | 2018 club             |
| -- | --- | -------------------------- | ------------------- | ------------------- | -------------- | --------------- | --------------- | --------------------- |
| 1  | MB  | Lê Như Anh                 | 23 tháng 7, 2005    | 1,77 m (5 ft 10 in) | 57 kg (126 lb) | 290 cm (110 in) | 285 cm (112 in) | VTV Bình Điền Long An |
| 2  | S   | Lê Lê Bách Hợp             | 11 tháng 2, 2006    | 1,72 m (5 ft 8 in)  | 64 kg (141 lb) | 275 cm (108 in) | 270 cm (110 in) | VTV Bình Điền Long An |
| 5  | OH  | Bùi Thị Ánh Thảo           | 4 tháng 5, 2009     | 1,70 m (5 ft 7 in)  | 52 kg (115 lb) | 285 cm (112 in) | 276 cm (109 in) | Hà Nội                |
| 7  | L   | Hà Kiều Vy                 | 12 tháng 9, 2006    | 1,66 m (5 ft 5 in)  | 58 kg (128 lb) |                 |                 | Vietinbank VC         |
| 9  | OP  | Phạm Quỳnh Hương           | 14 tháng 2, 2008    | 1,85 m (6 ft 1 in)  | 68 kg (150 lb) | 300 cm (118 in) | 289 cm (114 in) | BCTT TTBP             |
| 10 | MB  | Lê Thùy Linh               | 18 tháng 1, 2009    | 1,74 m (5 ft 9 in)  | 60 kg (130 lb) | 293 cm (115 in) | 285 cm (112 in) | Hà Nội                |
| 15 | L   | Phạm Thị Khánh Lâm         | 23 tháng 9, 2006    | 1,53 m (5 ft 0 in)  | 51 kg (112 lb) | 225 cm (89 in)  | 220 cm (87 in)  | Hóa Chất Đức Giang    |
| 16 | OH  | Nguyễn Lan Vy (đội trưởng) | 18 tháng 2, 2006    | 1,73 m (5 ft 8 in)  | 71 kg (157 lb) | 273 cm (107 in) | 268 cm (106 in) | VTV Bình Điền Long An |
| 17 | MB  | Nguyễn Phương Quỳnh        | 21 tháng 2, 2005    | 1,77 m (5 ft 10 in) | 61 kg (134 lb) | 294 cm (116 in) | 288 cm (113 in) | Vietinbank VC         |
| 18 | OP  | Phạm Thùy Linh             | 12 tháng 12, 2005   | 1,74 m (5 ft 9 in)  | 52 kg (115 lb) | 285 cm (112 in) | 283 cm (111 in) | Hà Nội                |
| 19 | OH  | Đặng Thị Hồng              | 8 tháng 12, 2006    | 1,75 m (5 ft 9 in)  | 64 kg (141 lb) | 295 cm (116 in) | 288 cm (113 in) | Thái Nguyên           |
| 20 | S   | Nguyễn Vân Hà              | 21 tháng 2, 2005    | 1,71 m (5 ft 7 in)  | 60 kg (130 lb) | 283 cm (111 in) | 278 cm (109 in) | Kinh Bắc - Bắc Ninh   |
| 8  | OP  | Nguyễn Thị Kiều Oanh       | 14 tháng 5, 2005    | 1,78 m (5 ft 10 in) | 66 kg (146 lb) | 273 cm (107 in) | 268 cm (106 in) | Hóa Chất Đức Giang    |
| 12 | OH  | Bùi Hải Yến                | 29 tháng 8, 2006    | 1,75 m (5 ft 9 in)  | 64 kg (141 lb) | 280 cm (110 in) | 270 cm (110 in) | Vietinbank VC         |
| 22 | MB  | Nguyễn Minh Thu            | 28 tháng 2, 2007    | 1,78 m (5 ft 10 in) | 64 kg (141 lb) | 287 cm (113 in) | 270 cm (110 in) | Vietinbank VC         |

Ghi chú:
- OH Chủ công
- OP Đối chuyền
- S Chuyền 2
- MB Phụ công
- L Libero